# Giải bóng đá trong nhà vô địch quốc gia 2018
Giải bóng đá trong nhà vô địch quốc gia 2018 (Hay còn gọi: Giải Futsal Vô địch Quốc gia HDBank 2018) là sự kiện lần thứ 12 của Giải bóng đá trong nhà vô địch quốc gia do VFF và VOV phối hợp tổ chức. Nhà tài trợ cho giải đấu mùa này đó là HD Bank.

## Thông tin giải đấu
Ngày 19 tháng 4 năm 2018, tại Thành phố Hồ Chí Minh, Ban tổ chức giải futsal HDBank vô địch Quốc gia 2018 đã tổ chức buổi họp báo, giới thiệu về giải. Năm nay, giải góp mặt thêm 1 thành viên mới là Vietfootball.
Nét mới của  giải năm nay là Ban tổ chức còn tổ chức thêm giải futsal HDBank sinh viên đồng hành dành cho sinh viên các trường đại học, cao đẳng tại Đà Nẵng và Thành phố Hồ Chí Minh. Đây cũng được coi là cơ hội để các nhà chuyên môn phát hiện những tài năng cho futsal Việt Nam. Để thu hút khán giả đến sân, các trận đấu sẽ được mở cửa tự do. Ngoài ra, khán giả đến xem các trận đấu còn có cơ hội bốc thăm trúng thưởng các giải thưởng có giá trị.
Nhà tài trợ chính cho giải futsal HDBank vô địch Quốc gia 2018 đó là Ngân hàng HDBank còn Liên đoàn bóng đá Việt Nam và VOV là đơn vị tổ chức giải. Trong khi đó, VTC là đơn vị truyền hình.
Đội Futsal Sanatech Khánh Hòa đổi tên thành đội Futsal Sanatech- Sanest Khánh Hòa. Câu lạc bộ Futsal Sài Gòn FC đổi chủ sở hữu, Công ty TNHH máy sấy và công nghiệp Tân Tiến trở thành chủ sở hữu mới của câu lạc bộ Futsal này.
Ngày 12 tháng 5 năm 2018,  tại Cung Thể thao Tiên Sơn, quận Hải Châu, thành phố Đà Nẵng đã tiến hành lễ bốc thăm xếp lịch thi đấu giai đoạn II của Giải Futsal HDBank Vô địch Quốc gia 2018. Giải đấu năm nay sẽ có hai lượt tổ chức, lượt đi sẽ diễn ra từ ngày 13 tháng 5 đến ngày 3 tháng 6 năm 2018 tại Cung Thể thao Tiên Sơn, thành phố Đà Nẵng. Lượt về được tổ chức từ ngày 7 tháng 9 đến ngày 29 tháng 9 năm 2018 tại Nhà thi đấu Lãnh Binh Thăng, Thành phố Hồ Chí Minh.

## Các đội Futsal tham dự
Có 12 đội futsal (Thành tích trong mùa 2017) tham gia giải đấu, bao gồm:
- Đội bóng lần đầu tiên tham dự: Vietfootball
- 11 đội bóng mùa trước: Thái Sơn Nam (Vô địch), Sanna Khánh Hòa (Hạng tư), Sanatech Khánh Hòa (Á quân), Tân Hiệp Hưng (Hạng 8), Cao Bằng FC (Hạng 7), Thái Sơn Bắc (Hạng 6), Sanest Tourist Khánh Hòa (Hạng 10), Kim Toàn Đà Nẵng (Vòng loại), Sài Gòn FC (Hạng 5), Hoàng Thư Đà Nẵng (Hạng 9), HPN Phú Nhuận (Hạng 3).

## Địa điểm thi đấu
- Cung thể thao Tiên Sơn, quận Hải Châu, thành phố Đà Nẵng.
- Nhà thi đấu Lãnh Binh Thăng (Thành phố Hồ Chi Minh).

| Việt Nam | Việt Nam |
| --- | -------- |
| Nhà thi đấu · Thành phố Hồ Chi MinhCung thể thao · Tiên SơnGiải bóng đá trong nhà vô địch quốc gia 2018 (Việt Nam) |          |
| Cung thể thao Tiên Sơn                                                                                             |          |
| Nhà thi đấu Lãnh Binh Thăng                                                                                        |          |

## Thể thức thi đấu
Giải Futsal Vô địch Quốc gia HDBank 2018 chia làm hai giai đoạn:
- Giai đoạn I (Vòng loại): Gồm 06 đội, trong đó có 05 đội tham dự giải Futsal Vô địch Quốc gia 2017: Cao Bằng, Tân Hiệp Hưng, Hoàng Thư Đà Nẵng, Sanest Tourist Khánh Hoà, Kim Toàn Đà Nẵng và 01 đội lần đầu tham dự: VietFootball. Thể thức thi đấu ở vòng loại đó là 6 đội thi đấu vòng tròn một lượt để tính điểm, xếp hạng. Chọn 04 đội có thứ hạng cao nhất tham dự Giai đoạn II của giải.
- Giai đoạn II (Vòng chung kết): Gồm 10 đội, trong đó có 06 đội có thứ hạng từ 1 đến 6 tại giải Futsal Vô địch Quốc gia 2017: Thái Sơn Nam, Sanatech Khánh Hòa (đổi tên thành Sanatech - Sanest Khánh Hòa), HPN Phú Nhuận (đổi tên thành Hải Phương Nam - Đại Học Gia Định), Sanna Khánh Hòa, Sài Gòn FC, Thái Sơn Bắc và 04 đội vượt qua Vòng loại. Thể thức thi đấu ở vòng chung kết sẽ là 10 đội sẽ thi đấu vòng tròn hai lượt (lượt đi - lượt về) để tính điểm, xếp hạng chung cuộc. Các đội xếp từ thứ 1 đến thứ 6 sẽ được đặc cách tham dự Giai đoạn II giải Futsal Vô địch Quốc gia năm 2019, các đội khác sẽ phải tham dự vòng loại. Các đội xếp thừ thứ 1 đến thứ 5 sẽ được đặc cách tham dự Giai đoạn II giải Futsal Cúp Quốc gia HDBank 2018. Đội Vô địch giải Futsal Vô địch Quốc gia sẽ đại diện Việt Nam tham dự giải Futsal Vô địch các CLB châu Á; đội xếp thứ Nhì sẽ tham dự giải Vô địch các CLB Futsal Đông Nam Á, với các điều kiện đội bóng/CLB đáp ứng đầy đủ về tài chính và các tiêu chí, quy định của Liên đoàn bóng đá châu Á (AFC) hoặc Liên đoàn bóng đá Đông Nam Á (AFF). Trong trường hợp CLB/ đội bóng không đáp ứng được tiêu chí, quy định và tài chính thì Liên đoàn bóng đá Việt Nam sẽ xem xét và quyết định đội có thứ hạng kế tiếp tham dự giải AFC hoặc AFF.

| Đội tiến thẳng đến Giai đoạn 2 | Đội tham gia Giai đoạn 1                                                                         |
| --- | ------------------------------------------------------------------------------------------------ |
| Thái Sơn Nam (đương kim vô địch) Thái Sơn Bắc Sanna Khánh Hòa Sanatech - Sanest Khánh Hòa Hải Phương Nam - Đại Học Gia Định Sài Gòn F.C. | Cao Bằng Tân Hiệp Hưng Hoàng Thư Đà Nẵng Sanest Tourist Khánh Hòa Kim Toàn Đà Nẵng Vietfootball1 |

Chú thích
1 Đội lần đầu tiên tham gia giải.

### Cách tính điểm, xếp hạng
Cách tính điểm như sau: Đội thắng được 3 điểm, Đội hòa được 1 điểm còn Đội thua không được điểm. Tính tổng số điểm của các Đội đạt được để xếp thứ hạng. Nếu có từ hai Đội trở lên bằng điểm nhau, thứ hạng các Đội sẽ được xác định như sau: trước hết sẽ tính kết quả của các trận đấu giữa các Đội đó với nhau (đối đầu trực tiếp) theo thứ tự: 
- Tổng số điểm.
- Hiệu số của tổng số bàn thắng trừ tổng số bàn thua.
- Tổng số bàn thắng.

Đội nào có chỉ số cao hơn sẽ xếp trên.
Trường hợp vẫn còn hai hay nhiều đội có thứ hạng bằng nhau thì sẽ tiếp tục tính kết quả của các trận đấu giữa các đội đó với nhau (đối đầu trực tiếp) theo thứ tự như trên. Cách tính này được áp dụng cho đến khi đã xác định được thứ hạng của từng đội hoặc còn lại các đội có tất cả các chỉ số đối đầu trực tiếp bằng nhau. 
Trường hợp các chỉ số trên bằng nhau, Ban tổ chức sẽ tiếp tục xét các chỉ số của tất cả các trận đấu trong giải theo thứ tự:
- Hiệu số của tổng số bàn thắng trừ tổng số bàn thua.
- Tổng số bàn thắng.

Đội nào có chỉ số cao hơn sẽ xếp trên.
Nếu các chỉ số vẫn bằng nhau, Ban tổ chức sẽ tổ chức bốc thăm để xác định thứ hạng của các Đội (trong trường hợp chỉ có hai đội có các chỉ số trên bằng nhau và còn thi đấu trên sân thì sẽ tiếp tục thi đá luân lưu 6m để xác định đội xếp trên). Trong trường hợp việc xác định thứ hạng của các đội bằng điểm nhau có ý nghĩa quyết định đến vị trí xếp thứ nhất, nhì, Ban tổ chức có thể tổ chức thêm trận đấu loại trực tiếp (Play off) giữa các đội để xác định thứ hạng, thời gian và địa điểm tổ chức trận đấu do Ban tổ chức giải quyết định.
Tại các trận thi đấu loại trực tiếp, nếu sau hai hiệp thi đấu chính thức có tỷ số hoà thì sẽ thi đá luân lưu 6m để xác định đội thắng.

## Vòng loại
Tất cả các trận đấu được tổ chức tại Nhà thi đấu Cung thể thao Tiên Sơn, Thành phố Đà Nẵng từ ngày 1 tháng 5 đến ngày 9 tháng 5 năm 2018.

### Bảng xếp hạng
| VT | Đội                      | ST | T | H | B | BT | BB | HS  | Đ  | Thăng hạng hoặc xuống hạng |
| -- | ------------------------ | -- | - | - | - | -- | -- | --- | -- | -------------------------- |
| 1  | Cao Bằng                 | 5  | 4 | 1 | 0 | 25 | 7  | +18 | 13 | Lọt vào Vòng chung kết     |
| 2  | Tân Hiệp Hưng            | 5  | 4 | 0 | 1 | 19 | 9  | +10 | 12 | Lọt vào Vòng chung kết     |
| 3  | Hoàng Thư Đà Nẵng        | 5  | 2 | 1 | 2 | 22 | 18 | +4  | 7  | Lọt vào Vòng chung kết     |
| 4  | Kim Toàn Đà Nẵng         | 5  | 2 | 1 | 2 | 9  | 9  | 0   | 7  | Lọt vào Vòng chung kết     |
| 5  | Sanest Tourist Khánh Hòa | 5  | 1 | 1 | 3 | 9  | 9  | 0   | 4  | Không vượt qua Vòng loại   |
| 6  | Vietfootball             | 5  | 0 | 0 | 5 | 3  | 35 | −32 | 0  | Không vượt qua Vòng loại   |

### Kết quả
| Nhà \ Khách[1]           | CB  | KTDN | HTDN | STKH | THH | VFB  |
| Cao Bằng                 |     |      | 8–3  |      |     | 11–0 |
| Kim Toàn Đà Nẵng         | 1–2 |      |      | 2–1  | 1–2 |      |
| Hoàng Thư Đà Nẵng        |     | 3–3  |      |      |     | 8–0  |
| Sanest Tourist Khánh Hòa | 1–1 |      | 2–4  |      | 0–1 |      |
| Tân Hiệp Hưng            |     | 2–3  | 5–4  |      |     | 9–1  |
| Vietfootball             |     | 1–2  |      | 1–5  |     |      |

Cập nhật lần cuối: 9 tháng 5 năm 2018.
Nguồn: 
1 ^ Đội chủ nhà được liệt kê ở cột bên tay trái.
Màu sắc: Xanh = Chủ nhà thắng; Vàng = Hòa; Đỏ = Đội khách thắng.

## Vòng chung kết

### Bảng xếp hạng
| VT | Đội                               | ST | T  | H | B  | BT | BB | HS  | Đ  | Thăng hạng hoặc xuống hạng                             |
| -- | --------------------------------- | -- | -- | - | -- | -- | -- | --- | -- | ------------------------------------------------------ |
| 1  | Thái Sơn Nam                      | 18 | 14 | 2 | 2  | 65 | 23 | +42 | 44 | Đủ điểu kiện tham dự AFC Futsal Club Championship 2019 |
| 2  | Sanatech Khánh Hòa                | 18 | 13 | 3 | 2  | 63 | 27 | +36 | 42 | Đủ điểu kiện tham dự AFF Futsal Club Championship 2019 |
| 3  | Hải Phương Nam - Đại Học Gia Định | 18 | 12 | 3 | 3  | 57 | 28 | +29 | 39 |                                                        |
| 4  | Sài Gòn                           | 18 | 10 | 2 | 6  | 41 | 36 | +5  | 32 |                                                        |
| 5  | Cao Bằng                          | 18 | 9  | 4 | 5  | 52 | 34 | +18 | 31 |                                                        |
| 6  | Tân Hiệp Hưng                     | 18 | 8  | 1 | 9  | 34 | 38 | −4  | 25 |                                                        |
| 7  | Thái Sơn Bắc                      | 18 | 6  | 4 | 8  | 57 | 51 | +6  | 22 | Giai đoạn 1 của Mùa giải 2019                          |
| 8  | Sanna Khánh Hòa                   | 18 | 4  | 2 | 12 | 31 | 57 | −26 | 14 | Giai đoạn 1 của Mùa giải 2019                          |
| 9  | Hoàng Thư Đà Nẵng                 | 18 | 2  | 1 | 15 | 36 | 93 | −57 | 7  | Giai đoạn 1 của Mùa giải 2019                          |
| 10 | Kim Toàn Đà Nẵng                  | 18 | 1  | 0 | 17 | 25 | 74 | −49 | 3  | Giai đoạn 1 của Mùa giải 2019                          |

### Xếp hạng theo vòng đấu
| Đội \ Vòng đấu                    | 1  | 2  | 3  | 4  | 5  | 6  | 7  | 8  | 9  | 10 | 11 | 12 | 13 | 14 | 15 | 16 | 17 | 18 |
| --------------------------------- | -- | -- | -- | -- | -- | -- | -- | -- | -- | -- | -- | -- | -- | -- | -- | -- | -- | -- |
| Hoàng Thư Đà Nẵng                 | 5  | 7  | 9  | 10 | 10 | 9  | 9  | 9  | 9  | 9  | 9  | 9  | 9  | 9  | 9  | 9  | 9  | 9  |
| Hải Phương Nam - Đại Học Gia Định | 2  | 2  | 1  | 1  | 1  | 1  | 1  | 1  | 1  | 1  | 1  | 1  | 1  | 1  | 2  | 2  | 2  | 3  |
| Thái Sơn Nam                      | 1  | 1  | 2  | 4  | 2  | 3  | 3  | 3  | 2  | 2  | 2  | 3  | 3  | 2  | 1  | 1  | 1  | 1  |
| Thái Sơn Bắc                      | 10 | 9  | 7  | 7  | 6  | 6  | 7  | 7  | 7  | 7  | 8  | 7  | 7  | 7  | 7  | 7  | 7  | 7  |
| Sanna Khánh Hòa                   | 6  | 5  | 6  | 8  | 8  | 8  | 8  | 8  | 8  | 8  | 7  | 8  | 8  | 8  | 8  | 8  | 8  | 8  |
| Sanatech Sanest Khánh Hòa         | 9  | 4  | 5  | 6  | 4  | 2  | 2  | 2  | 5  | 4  | 3  | 4  | 2  | 3  | 3  | 3  | 3  | 2  |
| Kim Toàn Đà Nẵng                  | 7  | 10 | 10 | 9  | 9  | 10 | 10 | 10 | 10 | 10 | 10 | 10 | 10 | 10 | 10 | 10 | 10 | 10 |
| Sài Gòn                           | 4  | 3  | 3  | 2  | 5  | 7  | 5  | 5  | 4  | 5  | 5  | 5  | 5  | 5  | 5  | 5  | 4  | 4  |
| Tân Hiệp Hưng                     | 3  | 6  | 8  | 5  | 3  | 5  | 6  | 6  | 6  | 6  | 6  | 6  | 6  | 6  | 6  | 6  |    | 6  |
| Cao Bằng                          | 6  | 8  | 4  | 3  | 7  | 4  | 4  | 4  | 3  | 3  | 4  | 4  | 3  | 4  | 4  | 4  | 5  | 5  |

|  | Vô địch và tham dự AFC Futsal Club Championship |  | Tham dự AFF Futsal Club Championship |  | Thi đấu vòng loại mùa giải 2019 |

Cập nhật lần cuối: 3 tháng 10 năm 2018
Nguồn: Vff.org.vn

## Tổng hợp mùa giải
- Đội vô địch: CLB Thái Sơn Nam
- Đội hạng nhì: Sanatech Sanest Khánh Hoà
- Đội hạng ba: Hải Phương Nam - Đại học Gia Định
- Đội đoạt giải phong cách: Sanatech Sanest Khánh Hoà
- Cầu thủ xuất sắc nhất giải: Vũ Quốc Hưng (Hải Phương Nam - Đại học Gia Định)
- Cầu thủ ghi nhiều bàn thắng nhất: Nguyễn Văn Hiếu (Hoàng Thư Đà Nẵng) với 14 bàn thắng
- Thủ môn xuất sắc nhất giải: Hồ Văn Ý (Thái Sơn Nam)